# Multiferroïsme

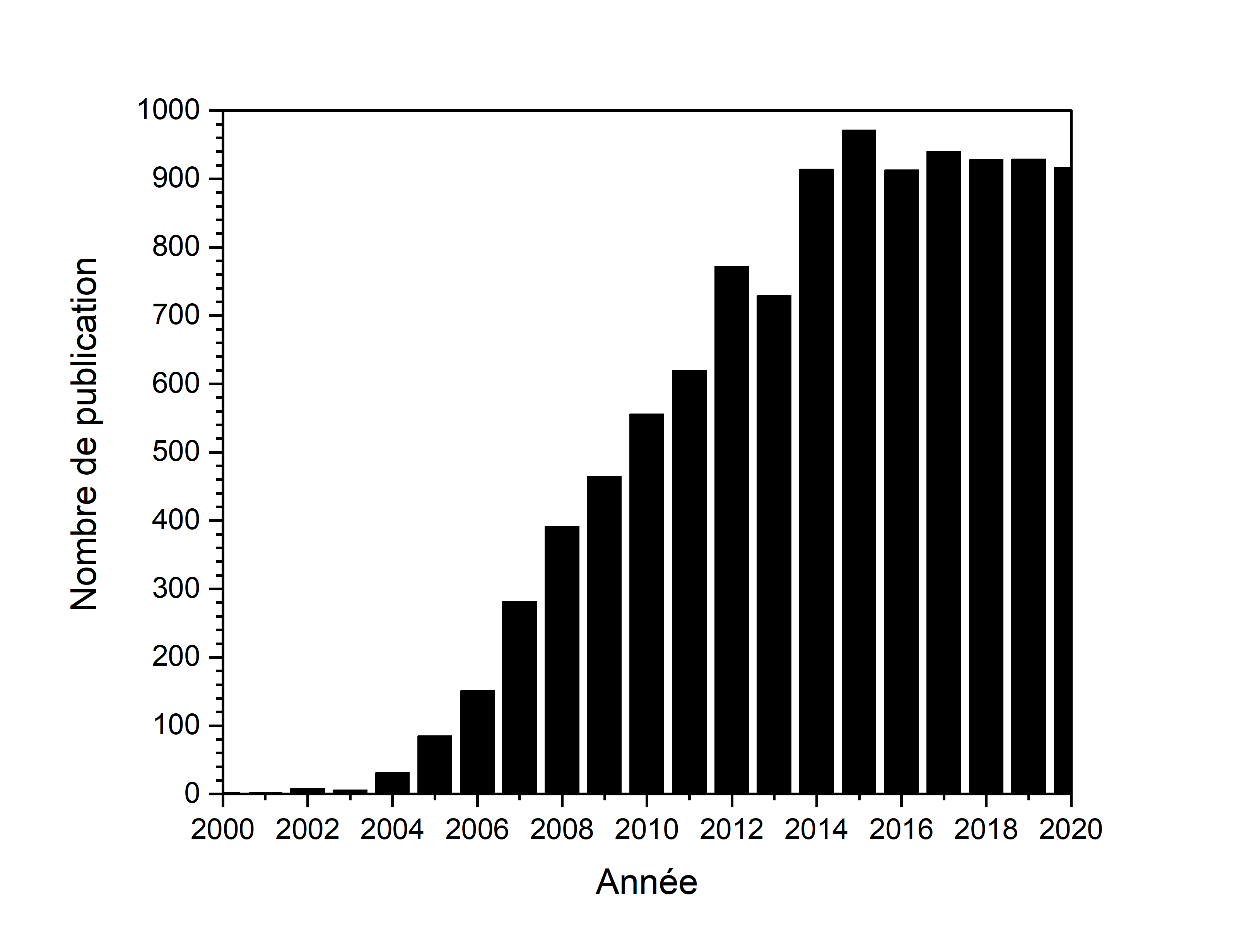
Nombre de publications contenant le mot clé "Multiferroic" selon le site Web of Science

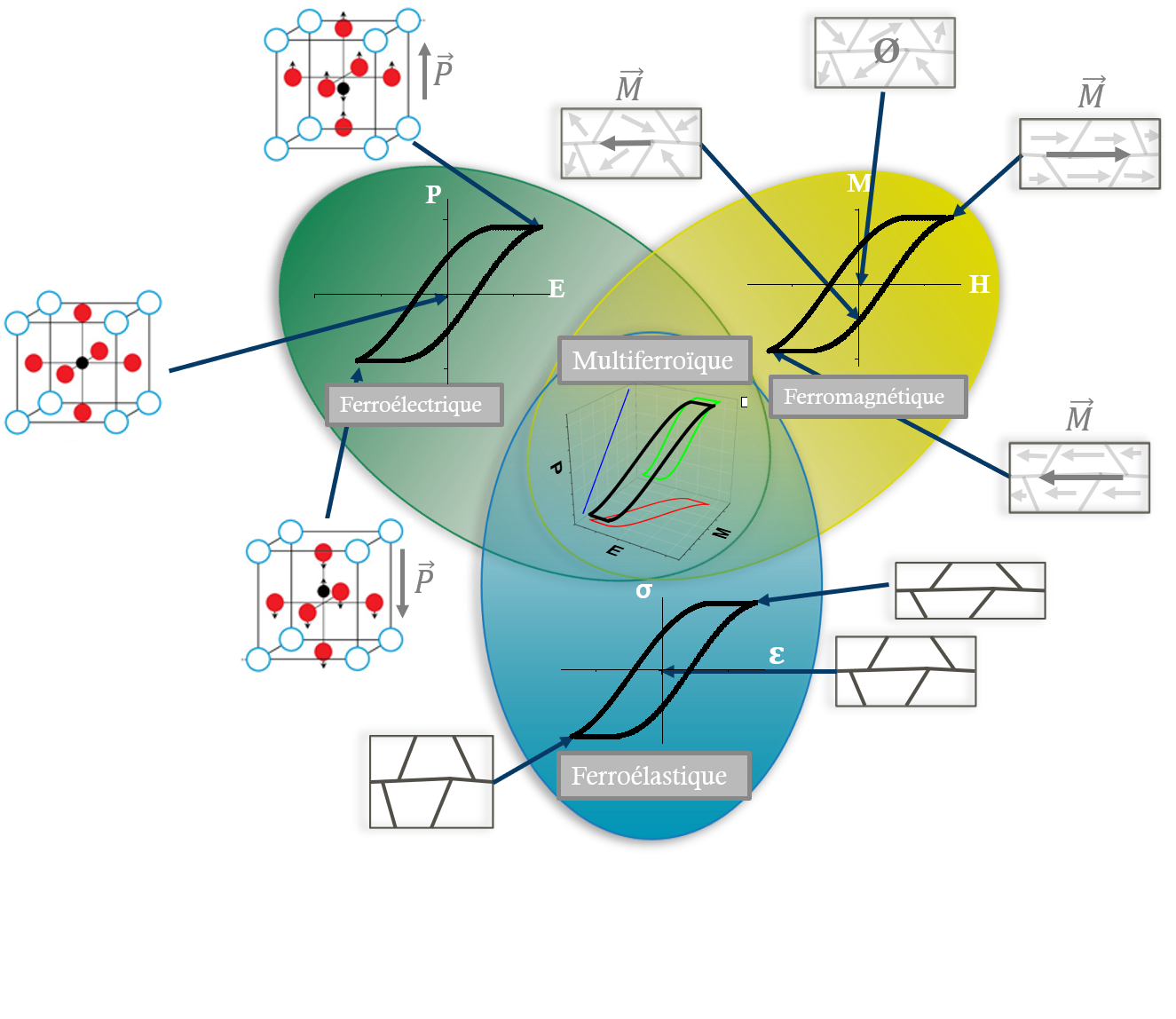
Les multiferroïques sont à l'intersection des trois classes ferroïques soit les ferroélastiques, les ferromagnétiques et les ferroélectriques. Chaque classe est caractérisée par son cycle d'hystérésis.

Le multiferroïsme est la propriété de matériaux présentant simultanément plusieurs propriétés ferroïques dans une seule phase (par exemple, des propriétés de ferroélectricité, ferromagnétisme, ferroélasticité),. Les matériaux antiferromagnétiques, ferrimagnétiques, ferrotoroïdiques ou hélimagnétiques sont également qualifiés de multiferroïques.
Seuls quelques matériaux multiferroïques (monophasés) sont connus. Cela vient notamment du fait que les matériaux classiquement connus pour leurs propriétés ferroélectriques, des pérovskites BaTiO3, ont des orbitales 3d vides, et ne portent donc pas de moment magnétique.
En effet, le magnétisme provient des orbitales dn partiellement remplies des métaux de transition et la ferroélectricité est causée par les déplacements non-centrosymétriques de ce même métal, qui forme des liaisons covalentes avec les atomes voisins en utilisant ses états d vides.
Le magnétisme et la ferroélectricité sont par conséquent difficiles à allier, le problème  d0 vs dn fait que peu de matériaux sont multiferroïques.
Un dopage paramagnétique est possible afin d'obtenir une pérovskite mixte avec des cations d0 et dn du type AB1-xB’xO3 comme dans Pb (Fe2/3W1/3) O3

## Classification

### Les multiferroïques de type I et II
Une classification proposée par D. Khomskii en 2009 permet la séparation des multiferroïques en deux types :
Les multiferroiques de type I sont des matériaux dont la ferroélectricité et le magnétisme proviennent de différents mécanismes. De manière générale c'est une distorsion de la structure qui donne lieu à la ferroélectricité à haute température, l'ordre magnétique est le plus souvent antiferromagnétique à plus basse température. 
L'exemple le plus connu est BiFeO3 dont la température de Curie est de 1100 K et la température de Néel de 643 K, la ferroélectricité provient du déplacement non centrosymétrique du Fer3+ dû à la présence de la paire libre très stéréochimiquement active de Bi3+ . Le magnétisme quant à lui provient de super-échange Fe-O-Fe entre les atomes de fer voisins. 
Le même phénomène est observé dans BiCoO3 où la paire du bismuth s'exprime davantage causant une distorsion par effet Jahn-Teller (c/a=1,27) inédite  dans les pérovskites causant une polarisation très importante de 179 µC/cm² .
Un autre mécanisme permet le multiferroïsme de type I : 
L’ordre de charge, qui est souvent observé dans les composés de métaux de transition, en particulier ceux contenant des ions de métaux de transition de valence différente.
La polarisation provient d’une différence d’ordre de charge entre les métaux de transition de deux couches successives.
Par exemple : LuFe2O4
La majorité des multiferroïques de type-I montre une réponse magnétoélectrique linéaire, toutefois le couplage entre le magnétisme et la ferroélectricité est faible.
Les multiferroiques de type II sont des matériaux dont l'ordre magnétique brise la symétrie d'inversion ce qui cause la ferroélectricité. 
La température des deux phénomènes est donc identique par exemple dans TbMnO3 où un ordre magnétique spiral non centrosymétrique est accompagné d'une polarisation à 28K. Étant donné que les deux effets proviennent de la même transition, les deux sont fortement couplés. Toutefois la polarisation causée par le magnétisme est en général bien plus faible que celle observée dans les multiferroïques de type I.
D'autres origines peuvent être trouvées à ce couplage : 
-       Strictions d’échanges : dans un système magnétique à spins colinéaires, la répulsion entre deux spins voisins couplés ferromagnétique et l’attraction entre deux spins couplés antiferromagnétique permet le déplacement atomique créant une polarisation locale. Exemple : HoMnO3
-       Couplage spin-orbite :
L’Effet de l’interaction antisymétrique (en) (interaction de Dzyaloshinskii-Moriya) est proportionnel au couplage spin-orbite et dépend de la position de l’oxygène entre deux atomes magnétiques. Le ferromagnétisme faible dans les antiferromagnétiques résulte de l'alternance du vecteur de Dzyaloshinskii, alors que la ferroélectricité (faible) provient de la variation de la position des oxygènes dans la direction perpendiculaire à la chaîne d’ions magnétiques.
Le couplage spin-orbite modifie la probabilité de présence des électrons de valence dans le cas d'une structure magnétique de type spirale ce qui conduit à un dipôle électronique.
Ce couplage spin orbite est généralement faible mais l’utilisation de cations Co2+ permet d’exacerber ces phénomènes.
L'apparition de ce multiferroïsme de type II peut être causé par une ferroélectricité géométrique dite impropre par exemple, dans les composés au manganèse de formule ABO3, mais de structure différente de celle des pérovskites, la ferroélectricité est due à un basculement des blocs MnO5 avec un déplacement des cations 3+ dû à des effets électrostatiques et de taille.